# Vivel del Río Martín
Vivel del Río Martín – gmina w Hiszpanii, w prowincji Teruel, w Aragonii, o powierzchni 51,16 km². W 2011 roku gmina liczyła 86 mieszkańców.